# Репрезентација Совјетског Савеза у хокеју на леду
Хокејашка репрезентација Совјетског Савеза (рус. Сборная СССР по хоккею с шайбой), позната и као Црвена машина (рус. Красная машина) била је национална селекција у хокеју на леду која је представљала Совјетски Савез у међународним такмичењима. Акцијама репрезентације координирао је Савез хокеја на леду Совјетског Савеза, спортска федерација која је деловала од 1946. до 1992. године. Хокејашки савез Совјетског Савеза пуноправним чланом ИИХФ-а постао је 1. априла 1952. године. Прву званичну међународну утакмицу Совјети су одиграли у Источном Берлину против домаћина Источне Немачке, 22. априла 1952, и том приликом славили против домаћина са убедљивих 23:2.
Совјети су били убедљиво најуспешнији национални тим у историји савременог спорта, и то не само у хокеју на леду. Од дебитантског наступа на Светском првенству 1954. године, па све до распада Совјетског Савеза 1991. године, Црвена машина је учествовала на укупно 34 светска првенства и на 9 олимпијских турнира. Совјети су били једини тим који је на свим такмичењима на којима је учествовао освајао медаље, укључујући и 22 титуле првака света (уз још 7 сребрних и 5 бронзаних медаља) и 7 златних олимпијских медаља (уз још по једно сребро и бронзу). Такав спортски низ успеха никада није поновила ни једна национална репрезентација у било којем спорту.
Након распада Совјетског Савеза континуитет резултата Совјетског тима прелази на Савез хокеја на леду Русије, односно пренесен је на репрезентацију Русије.
Међународна хокејашка федерација је 2008. године поводом обележавања 100 година од свог оснивања прогласила најбољу екипу столећа у овом спорту. Укупно 56 хокејашких стручњака из 16 земаља света у идеалну шесторку столећа уврстило је чак 4 хокејашка репрезентативца Совјетског Савеза (голман Владислав Третјак, одбрамбени играч Вјачеслав Фетисов, нападачи Валериј Харламов и Сергеј Макаров).
Репрезентација Совјетског Савеза је званично одиграла 914 утакмица и остварила учинак од чак 738 победа, 65 утакмица је завршено нерешено, а поражени су у 110 утакмица. Највише наступа за национални тим остварио је Александар Маљцев (319) који је уједно са 212 постигнутих погодака и најбољи стрелац свих времена. Највише поена (комбиновано голова и асистенција) забележио је Сергеј Макаров са 248 поена (189 голова и 59 у 315 одиграних утакмица).

## Историјат
Иако се хокеј на леду на подручју Русије играо још крајем 19. века, овај спорт је остао у сенци хокеја са лоптом (бендија) који је сматран руским националним спортом све до средине 20. века. Иако хокеј на леду није била популарна игра у то време постојало је неколико клубова чији представници су иницирали (заједно са представницима хокејашког спорта из Француске, Уједињеног Краљевства, Швајцарске, Белгије и Немачке Империје) и оснивање Међународне лиге хокеја на леду (претече ИИХФ-а). Међутим представници руске хокејашке школе се ипак нису појавили на инаугуративној седници посвећеној оснивању МЛХЛ која је одржана у Паризу 15. и 16. маја 1908. године. Тадашња Русија постаје пуноправним чланом Међународне хокејашке лиге 17. фебруара 1911. Међутим како чланство у овој организацији није донело очекивани позитиван утицај на развој хокеја на леду, Русија се већ 25. септембра исте године повукла из чланства. Реакције спортске јавности на нови вид хокеја (такозвани канадски хокеј) биле су веома оштре и често се истицала сумњичавост у вези са будућношћу овог спорта. Тако је о новој игри у магазину Физичко васпитање и спорт (рус. Журнал Физкультура и спорт) из 1932. (издање број 9) писало како „нова игра има примитиван и индивидуалан карактер, велики недостатак креативности и да се ни по једном основу не може мерити са хокејом са лоптом“.
Интензивнији развој хокеја на леду у Совјетском Савезу почиње са одлуком Свесовјетског комитета за спорт и физичку културу из 1946. о покретању националног првенства. Такмичење је почело 22. децембра исте године утакмицама у Москви, Лењинграду, Риги, Каунасу и Архангелску. Исте године основана је и Свехокејашка секција (ВСХ) (рус. Всесоюзная секция хоккея) која је поред хокеја на леду била задужена и за хокеј на трави и бенди.
Прву међународну утакмицу одиграли су хокејаши из Москве против чехословачке екипе ЛТЦ из Прага (и победили са 6:3) 1948. године. Три године касније, 1951. Олимпијски комитет Совјетског Савеза постао је пуноправни члан МОК-а, што је отворило простор и за чланство ВСХ у ИИХФ (што се и десило 1. априла 1952. године). Чланством у ИИХФ совјетски хокејаши су добили прилику да наступају у међународним такмичењима.
Свехокејашка секција је 1. јула 1959. преименована у „Федерацију хокеја на леду и хокеја са лоптом Совјетског Савеза“ (рус. Федерация хоккея с шайбой и хоккея с мячом СССР). Посебно тело задужено искључиво за хокеј на леду основано је 17. октобра 1967. као „Совјетска хокејашка федерација“ (рус. Федерация хоккея СССР). У оквирима националне федерације постојала је и секција која је била задужена искључиво за хокеј на леду у тадашњој Руској СФСР. Као независно спортско тело Хокејашка федерација Русије (основана 12. новембра 1991) и службено је 19. јануара 1992. постала наследник некадашње совјетске федерације која је престала да постоји са распадом Совјетског Савеза.
Последњу званичну утакмицу репрезентација Совјетског Савеза одиграла је на „Купу Немачке” у Франкфурту на Мајни 10. новембра 1991. године против селекције Шведске. Резултат је био 2:2, а совјетски тим је освојио прво место на том турниру.

## Наступи на светским првенствима
Совјетска репрезентација дебитовала је на великој сцени на Светском првенству 1954. у Стокхолму. Од укупно 7 одиграних утакмица на том првенству, совјетски хокејаши су остварили 6 убедљивих победа, док су са домаћином Шведском одиграли нерешено (1:1) и потпуно неочекивано освојили своју прву титулу светског првака. Та година је уједно значила и почетак готово 4 деценије доминације совјетског тима на светским хокејашким теренима. Историјску прву титулу светског првака за совјетски тим освојили су Николај Пучков, Григориј Мкртичан (голмани), Алфред Кучевски, Дмитриј Уколов, Александар Виноградов, Павел Жибуртович, Генрих Сидоренков (одбрамбени играчи), и нападачи Всеволод Бобров, Виктор Шувалов, Алексеј Гуришев, Јуриј Крилов, Михаил Бичков, Александар Уваров, Валентин Кузин, Јевгениј Бабич, Николај Хлистов и Александар Комаров. Тренери су били Аркадиј Чернишов и Владимир Јегоров.
На укупно 34 наступа на светским првенствима, Совјети су освојили 34 медаље, од чега 22 злата, 7 сребрних и 5 бронзаних медаља. Једино светско првенство на којем Совјети нису освојили медаљу било је оно из 1962. када су домаћин биле Сједињене Државе (градови Колорадо Спрингс и Денвер), а које је совјетски тим бојкотовао због политичких разлога.
| Година | Домаћин првенства                               | Резултат   |
| ------ | ----------------------------------------------- | ---------- |
| 1954.  | Стокхолм (Шведска)                              | Злато      |
| 1955.  | Крефелд / Дортмунд / Келн (Западна Немачка)     | Сребро     |
| 1957.  | Москва (СССР)                                   | Сребро     |
| 1958.  | Осло (Норвешка)                                 | Сребро     |
| 1959.  | Праг / Братислава (Чехословачка)                | Сребро     |
| 1961.  | Женева / Лозана (Швајцарска)                    | Бронза     |
| 1962.  | Колорадо Спрингс / Денвер (САД)                 | Без учешћа |
| 1963.  | Стокхолм (Шведска)                              | Злато      |
| 1965.  | Тампере (Финска)                                | Злато      |
| 1966.  | Љубљана (СФР Југославија)                       | Злато      |
| 1967.  | Беч (Аустрија)                                  | Злато      |
| 1969.  | Стокхолм (Шведска)                              | Gold       |
| 1970.  | Стокхолм (Шведска)                              | Злато      |
| 1971.  | Берн / Женева (Швајцарска)                      | Злато      |
| 1972.  | Праг (Чехословачка)                             | Сребро     |
| 1973.  | Москва (СССР)                                   | Злато      |
| 1974.  | Хелсинки (Финска)                               | Злато      |
| 1975.  | Минхен / Диселдорф (Западна Немачка)            | Злато      |
| 1976.  | Катовице (Пољска)                               | Сребро     |
| 1977.  | Беч (Аустрија)                                  | Бронза     |
| 1978.  | Праг (Чехословачка)                             | Злато      |
| 1979.  | Москва (СССР)                                   | Злато      |
| 1981.  | Гетеборг / Стокхолм (Шведска)                   | Злато      |
| 1982.  | Хелсинки / Тампере (Финска)                     | Злато      |
| 1983.  | Диселдорф / Дортмунд / Минхен (Западна Немачка) | Злато      |
| 1985.  | Праг Чехословачка)                              | Бронза     |
| 1986.  | Москва (СССР)                                   | Злато      |
| 1987.  | Беч (Аустрија)                                  | Сребро     |
| 1989.  | Стокхолм / Седертеље (Шведска)                  | Злато      |
| 1990.  | Берн / Фрибур (Швајцарска)                      | Злато      |
| 1991.  | Турку / Хелсинки / Тампере (Финска)             | Бронза     |

Напомена: У табели се не налазе резултати остварени у оквиру Зимских олимпијских игара чији резултати су се уједно рачунали и као резултати светских првенстава.
Совјетски Савез је у 4 наврата био организатор светских првенстава, а све утакмице играле су се у Москви. Совјети су у три наврата успевали да на домаћем терену освоје златне медаље, и то сва три пута без и једног изгубљеног бода. На првенству 1957. које је такође играно у Москви, екипа Совјетског Савеза освојила је сребрну медаљу након два ремија, са Чехословачком (2:2) и Шведском (4:4).
Како су се у то време резултати са светских првенстава преносили и на европска првенства Совјетски Савез је освојио 27 титула европских првака, 6 пута су били сребрни, а једном бронзани.

## Наступи на Зимским олимпијским играма
Совјетски тим је Зимским олимпијским играма дебитовао на турниру у италијанској Кортини д'Ампецо 1954. године. На том турниру Совјети су остварили свих 7 победа и убедљиво освојили своју прву златну олимпијску медаљу. На олимпијским турнирима совјетски тим је наступао укупно 9 пута уз освојених 7 златних, и по једну сребрну и бронзану медаљу.
Екипа је на Олимпијским играма у периоду 1956—1992. одиграла укупно 70 утакмица и остварила импресивне 62 победе (уз још 6 пораза и 2 нерешена резултата). Постигли су укупно 467 голова, или 6,67 голова по утакмици, док су противнички нападачи 127 пута успевали да упуте пак иза леђа совјетских голмана (или у просеку 1,81 примљени го по утакмици).
| Година | Домаћин првенства          | Резултат |
| ------ | -------------------------- | -------- |
| 1956.  | Кортина д'Ампецо (Италија) | Злато    |
| 1960.  | Скво Вали (САД)            | Бронза   |
| 1964.  | Инзбрук (Аустрија)         | Злато    |
| 1968.  | Гренобл (Француска)        | Злато    |
| 1972.  | Сапоро (Јапан)             | Злато    |
| 1976.  | Инзбрук (Аустрија)         | Злато    |
| 1980.  | Лејк Плесид (САД)          | Сребро   |
| 1984.  | Сарајево (СФР Југославија) | Злато    |
| 1988.  | Калгари (Канада)           | Злато    |

## Играчка статистика

### Играчи са највише наступа за репрезентацију
| Играч                 | Број наступа |         |         |         |         |
| Голмани               | Голмани      | Голмани | Голмани | Голмани | Голмани |
| --------------------- | ------------ | ------- | ------- | ------- | ------- |
| Владислав Третјак     | 289          |         |         |         |         |
| Виктор Коноваленко    | 117          |         |         |         |         |
| Николај Пучков        | 89           |         |         |         |         |
| Одбрамбени играчи     |              |         |         |         |         |
| Вјачеслав Фетисов     | 309          |         |         |         |         |
| Алексеј Касатонов     | 299          |         |         |         |         |
| Валериј Васиљев       | 283          |         |         |         |         |
| Василиј Первухин      | 281          |         |         |         |         |
| Владимир Лутченко     | 278          |         |         |         |         |
| Зинетула Биљалетдинов | 244          |         |         |         |         |
| Нападачи              |              |         |         |         |         |
| Александар Маљцев     | 319          |         |         |         |         |
| Сергеј Макаров        | 315          |         |         |         |         |
| Валериј Харламов      | 290          |         |         |         |         |
| Борис Михајлов        | 286          |         |         |         |         |
| Владимир Петров       | 279          |         |         |         |         |
| Владимир Крутов       | 254          |         |         |         |         |
| Андреј Хомутов        | 226          |         |         |         |         |
| Александар Јакушев    | 221          |         |         |         |         |
| Сергеј Капустин       | 208          |         |         |         |         |
| Игор Ларионов         | 200          |         |         |         |         |
| Вјачеслав Биков       | 198          |         |         |         |         |
| Виктор Жлуктов        | 196          |         |         |         |         |

### Играчи са највише погодака за репрезентацију
| Играч                | Број голова       |                   |                   |                   |                   |
| Одбрамбени играчи    | Одбрамбени играчи | Одбрамбени играчи | Одбрамбени играчи | Одбрамбени играчи | Одбрамбени играчи |
| -------------------- | ----------------- | ----------------- | ----------------- | ----------------- | ----------------- |
| Вјачеслав Фетисов    | 96                |                   |                   |                   |                   |
| Алексеј Касатонов    | 58                |                   |                   |                   |                   |
| Валериј Васиљев      | 44                |                   |                   |                   |                   |
| Владимир Лутченко    | 33                |                   |                   |                   |                   |
| Иван Трегубов        | 30                |                   |                   |                   |                   |
| Александар Рагулин   | 29                |                   |                   |                   |                   |
| Александар Гусев     | 29                |                   |                   |                   |                   |
| Нападачи             |                   |                   |                   |                   |                   |
| Александар Маљцев    | 212               |                   |                   |                   |                   |
| Борис Михајлов       | 204               |                   |                   |                   |                   |
| Сергеј Макаров       | 190               |                   |                   |                   |                   |
| Валериј Харламов     | 189               |                   |                   |                   |                   |
| Владимир Петров      | 185               |                   |                   |                   |                   |
| Владимир Крутов      | 149               |                   |                   |                   |                   |
| Вјачеслав Старшинов  | 147               |                   |                   |                   |                   |
| Александар Јакушев   | 145               |                   |                   |                   |                   |
| Анатолиј Фирсов      | 134               |                   |                   |                   |                   |
| Сергеј Капустин      | 118               |                   |                   |                   |                   |
| Вениамин Александров | 113               |                   |                   |                   |                   |
| Владимир Викулов     | 104               |                   |                   |                   |                   |

## Тренери совјетске репрезентације
У периоду од 1953. до 1991. совјетски тим је водило укупно 5 тренера:
| Године     | Тренер           | Успех                                                                       |
| ---------- | ---------------- | --------------------------------------------------------------------------- |
| 1953.      | Анатолиј Тарасов |                                                                             |
| 1953—1957. | Аркадиј Чернишов | 3 титуле првака Европе 2 титуле првака света златна олимпијска медаља       |
| 1958—1960. | Анатолиј Тарасов | 3 титуле првака Европе                                                      |
| 1961—1972. | Аркадиј Чернишов | 8 титула првака Европе 9 титула светског првака 3 златне олимпијске медаље  |
| 1972—1974. | Всеволод Бобров  | 2 титуле првака света 2 титуле првака Европе                                |
| 1974—1977. | Борис Кулагин    | титула првака света титула првака Европе златна олимпијска медаља           |
| 1977—1991. | Виктор Тихонов   | 10 титула првака Европе 8 титула светског првака 2 златне олимпијске медаље |